# Birnbach

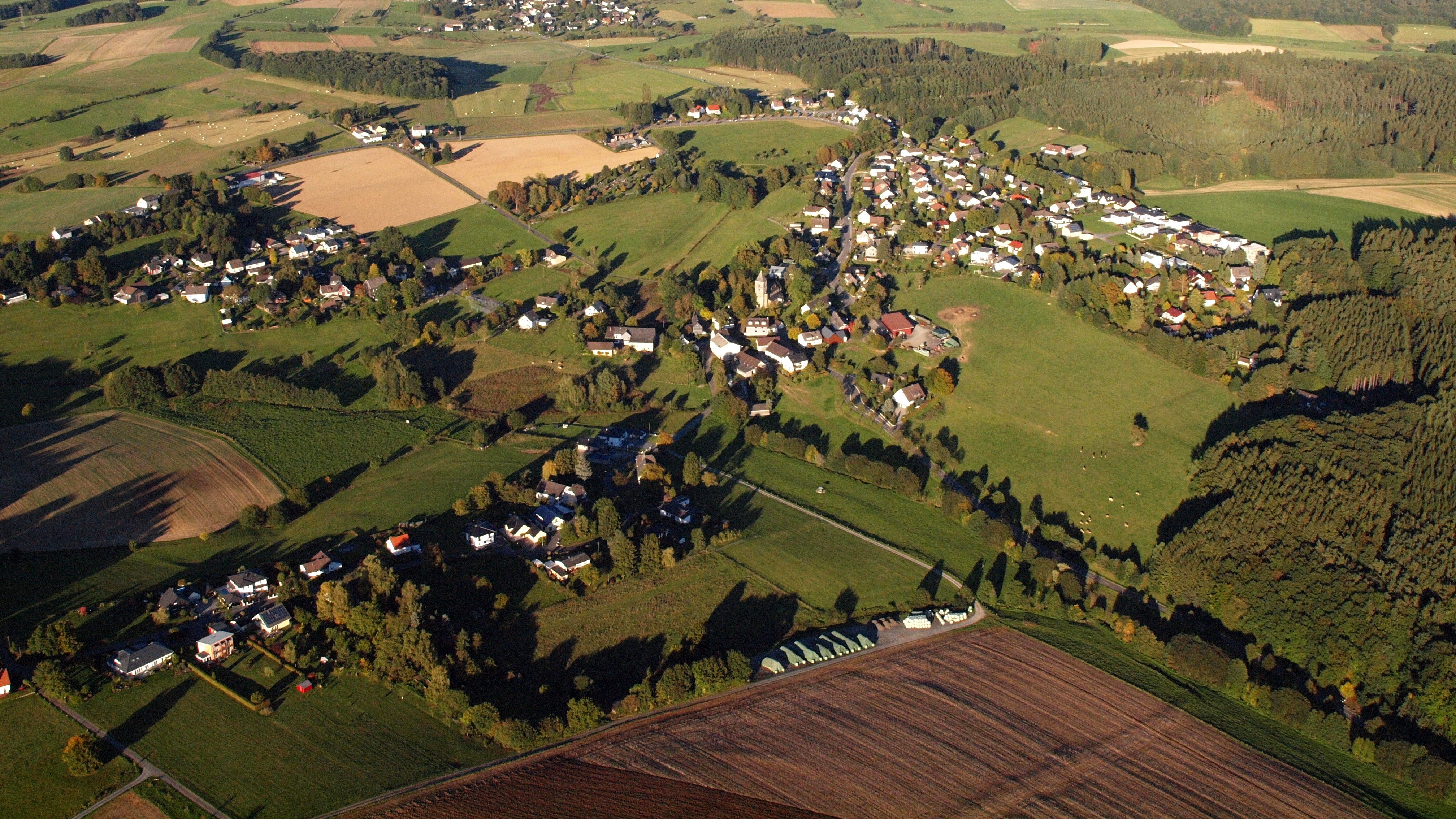
Birnbach, Luftaufnahme (2015)

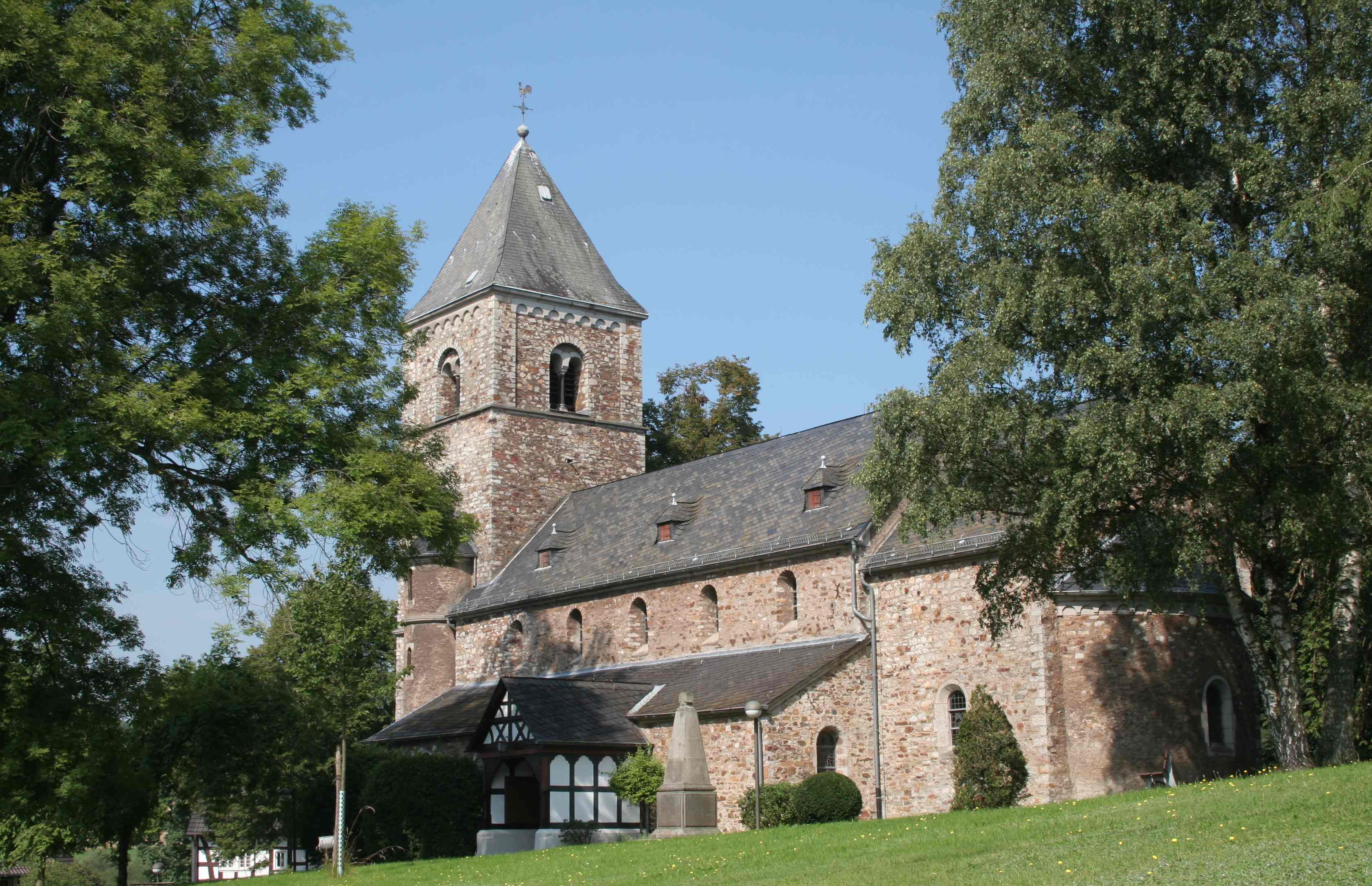
Evangelische Pfarrkirche Birnbach

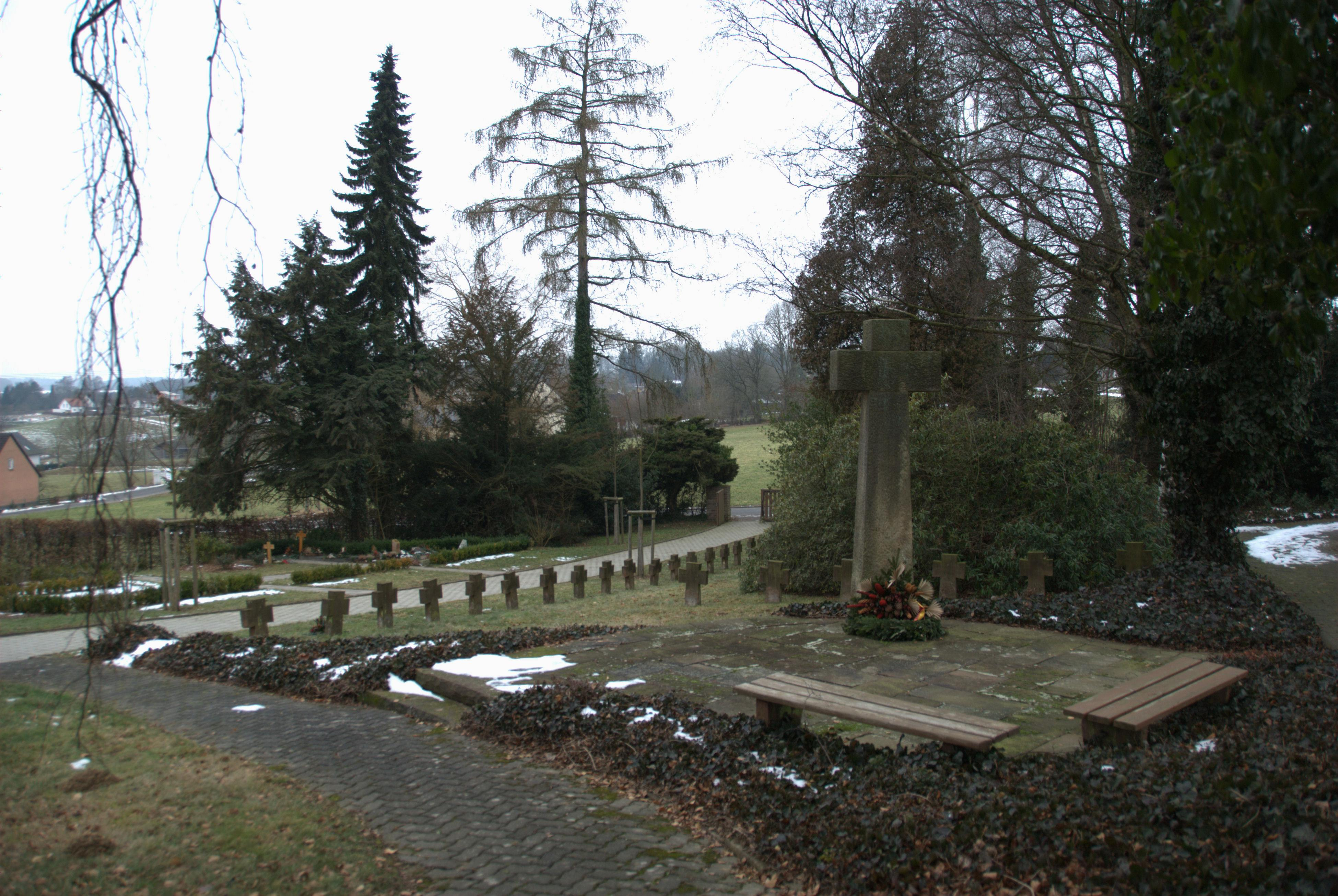
Kriegsgräberstätte

Birnbach ist eine Ortsgemeinde im Landkreis Altenkirchen (Westerwald) in Rheinland-Pfalz. Sie gehört der Verbandsgemeinde Altenkirchen-Flammersfeld an.

## Geographie

### Lage
Die Gemeinde liegt im Westerwald, etwa fünf Kilometer nordwestlich der Kreisstadt Altenkirchen. Von Birnbach aus sind es etwa fünf Kilometer bis zur nordrhein-westfälischen Landesgrenze.

### Ortsbild
Die Ortschaft ist weitläufig entlang der Ortsstraße gelegen; prägend sind die zahlreichen Grünflächen, Bachläufe und die alten Baumbestände in der Ortslage. Der sehr alte Ortskern gruppiert sich um die Evangelische Kirche.

### Nachbargemeinden
Nachbarorte sind Wölmersen im Nordosten, Oberölfen im Osten, Hemmelzen im Süden und Weyerbusch und Hilkhausen im Westen.

## Geschichte

### Mittelalter
Die erste urkundliche Erwähnung des Ortes erfolgte in einem päpstlichen Erlass vom 31. März 1131. Dieses Datum wurde auch zum Anlass für die 1981 abgehaltene Birnbacher 850-Jahr-Feier genommen. Für den Ort wird jedoch eine weitaus frühere Besiedelung für wahrscheinlich gehalten. Das Birnbacher Hohe Gericht wird schon im Jahr 1260 erwähnt und war das einzige im südöstlichen Teil des Auelgaues. Kurz vor 1464 wurde es nach Altenkirchen verlangt.

### Zweiter Weltkrieg
Auf der örtlichen Kriegsgräberstätte liegen drei der vier Offiziere begraben, die man für den Verlust der Ludendorff-Brücke (7. März 1945) verantwortlich gemacht, am 13. und 14. März 1945 unschuldig zum Tode verurteilt und hingerichtet hat. Es sind die Majore Johann Scheller und August Krafft sowie Oberleutnant Karl-Heinz Peters. Ursprünglich war auch der vierte, Major Herbert Strobel, hier begraben, seine Gebeine wurden auf Veranlassung seines Sohnes in die Heimat überführt. Die Offiziere wurden in Rimbach und Oberirsen durch ein von Hitler persönlich eingesetztes „Fliegendes Standgericht“ zum Tode durch Erschießen verurteilt und unmittelbar nach der Urteilsverkündigung exekutiert. Im Rimbacher Gasthaus „Katzmann“ hatte Feldmarschall Model das Hauptquartier seiner Heeresgruppe B eingerichtet. Das Standgericht und Leitung von General Rudolf Huebner war in der Oberirsener Gaststätte „Pick“ untergebracht. Der fünfte Offizier, Hauptmann Willi Oskar Bratge, war bei der Eroberung der Ludendorff-Brücke in amerikanische Gefangenschaft geraten und damit dem Tod entkommen.

### Neueste Zeit
Um 1990 machte Birnbach aufgrund eines Konfliktes mit einer Gruppe von Bruderhöfern von sich reden, die in Birnbach zugesiedelt waren und eine größere Gemeinde aufgebaut hatten. Eine örtliche Bürgerinitiative arbeitete gegen die Gemeinde, bis 1995 die Bruderhöfer schließlich den Ort verließen. Die Immobilien der Bruderhöfer wurden von der Neuen Religiösen Bewegung Lectorium Rosicrucianum übernommen, die in Birnbach im Jahr 2000 ein Verwaltungs- und Tagungszentrum eröffnete.

### Bevölkerungsentwicklung
Die Entwicklung der Einwohnerzahl der Gemeinde Birnbach. Die Werte von 1871 bis 1987 beruhen auf Volkszählungen:
| Jahr | Einwohner |
| ---- | --------- |
| 1815 | 140       |
| 1835 | 208       |
| 1871 | 252       |
| 1905 | 292       |
| 1939 | 307       |
| 1950 | 391       |
| 1961 | 442       |

| Jahr | Einwohner |
| ---- | --------- |
| 1970 | 423       |
| 1987 | 460       |
| 1997 | 582       |
| 2005 | 626       |
| 2011 | 599       |
| 2017 | 628       |
| 2023 | 683       |

## Politik

### Gemeinderat
Der Gemeinderat in Birnbach besteht aus zwölf Ratsmitgliedern, die bei der Kommunalwahl am 9. Juni 2024 in einer Mehrheitswahl gewählt wurden, und dem ehrenamtlichen Ortsbürgermeister als Vorsitzendem.

### Bürgermeister
Mario Müller wurde am 3. Juli 2019 Ortsbürgermeister von Birnbach. Bei der Direktwahl am 26. Mai 2019 war er mit einem Stimmenanteil von 79,88 % für fünf Jahre gewählt worden. Bei der Direktwahl am 9. Juni 2024 wurde er ohne Gegenkandidat mit 75,2 % der Stimmen in seinem Amt bestätigt.
Müllers Vorgänger Wolfgang Lanvermann hatte das Amt zehn Jahre ausgeübt.

## Sehenswürdigkeiten
- Die Evangelische Pfarrkirche Birnbach stammt aus dem 13. Jahrhundert. Wiederherstellung der Kirche und des Turmes 1893–1900 von Architekt Ludwig Hofmann unter Finanzierung durch den Mäzen Emil Weyerbusch.
- In der Ortsmitte steht eines der ältesten Fachwerkhäuser des Landkreises Altenkirchen: eine ehemalige Poststation aus dem 16. Jahrhundert.

## Wirtschaft
Birnbach ist eine landwirtschaftlich geprägte Wohngemeinde. Heute sind noch vier landwirtschaftliche Vollerwerbsbetriebe vorhanden, daneben existieren noch mehrere Betriebe des lokalen Handwerks, Lebensmittelläden und der Buchverlag Verlag am Birnbach.

### Verkehr
Unmittelbar nördlich von Birnbach verläuft die Bundesstraße 8.
Die nächste Anschlussstelle an der Bundesautobahn 3 ist Neustadt/Wied und befindet sich etwa 20 km südwestlich des Ortes.

## Personen, die vor Ort gewirkt haben
- Emil Weyerbusch (* 1846 in Elberfeld; † 1909 in Gardone Riviera), Industrieller und Mäzen; ließ eine Villa und das evangelische Gemeindehaus bauen sowie die romanische Basilika wiedererrichten.
- Wilhelm Boden (* 1890 in Grumbach; † 1961 in Birnbach), von 1946 bis 1947 erster Ministerpräsident des Landes Rheinland-Pfalz; verbrachte hier seinen Lebensabend.